# Encyclia mapuerae
Encyclia mapuerae là một loài thực vật có hoa trong họ Lan. Loài này được (Huber) Brade & Pabst mô tả khoa học đầu tiên năm 1951.